# M19戦車運搬車
M19戦車運搬車（M19 Tank Transporter）は、アメリカ合衆国で開発され、第二次世界大戦時から1950年代頃まで、主に連合軍によって運用された戦車運搬車である。イギリス軍では、トラクターの開発メーカー名から、ダイアモンドT 戦車運搬車（Diamond T Tank Transporter）などの名称で呼ばれる事も多かった。

## 概要
M19戦車運搬車は、ダイアモンドT M20 12t 6×4 トラクターと、ロジャース M9 45t 24輪トレーラーから構成される戦車運搬車で、当時、やや旧式のスキャメル パイオニア戦車運搬車を配備していたイギリス軍の要請により開発され、1941年から生産が始まった。当時、アメリカ軍はまだ第二次世界大戦に参戦しておらず、M19はレンドリース法により、直ちにイギリス軍に供与された。供与されたM19戦車運搬車は、北アフリカ戦線において、早速その性能を発揮した。アメリカ陸軍ではその後、M19に変わる新型の戦車運搬車、M25戦車運搬車（ドラゴンワゴン）が開発され、1943年から配備が始まった。M19も平行して生産が続けられ、後方での使用が続けられたが、アメリカ軍が本格的にヨーロッパ戦線で戦車を運用する頃には、M25戦車運搬車が主流となっていた。このため、アメリカ軍所属のM19の写真資料等は少なく、「M19はアメリカ軍では使用されていない」とする資料も存在した。一方、大戦中のメインユーザーであったイギリス陸軍では、終戦後の1950年代に後継車両のソーニクロフト アンタル戦車運搬車が登場するまで、現役で使用された。後期には、トレーラー部を新型に交換したり、M20トラクターのエンジンをロールスロイス製のものに交換したりする近代化改修が行われた車両もある。また、M19戦車運搬車はソ連軍にも供給され、その性能を評価したソ連では、M20トラクターの事実上のコピーである、YaAZ－210Gが生産された。
M20トラクターは、自動車メーカーのダイアモンドTが開発した、モデル980、モデル981トラクターをアメリカ軍が制式化したもので、980はフロントウィンチ無し、981はフロントウィンチ付きである（バンパー部に、ケーブルを引き出す穴が開いている）。6輪のトラックトラクターで、後ろの4輪をハーキュリーズ DFXE ディーゼルエンジンで駆動しており、最大で54トン以上の牽引力を有していた。M9トレーラー自体の重量を差し引いても、45トンの積載物を搭載可能で、開発当時のみならず、大戦中のアメリカ軍、イギリス軍のほとんどの装甲戦闘車両の運搬が可能であった。
M20トラクターには、当時の他のアメリカ製軍用トラックと同様、ハードトップ型とソフトトップ型が存在した。ソフトトップ型には、リングマウントを取り付け、M2重機関銃を装備する事が可能であった。
第二次大戦後、M19戦車運搬車は、アメリカやイギリスから更に別の国に供与、あるいは輸出され、また民間にも払い下げられ、息の長いものは1970年代頃まで各地で活動を続けていた。
尚、アメリカ陸軍武器科の補給品カタログにおいて用いられる命名法システムでは、本車はG159として参照される。

## 画像

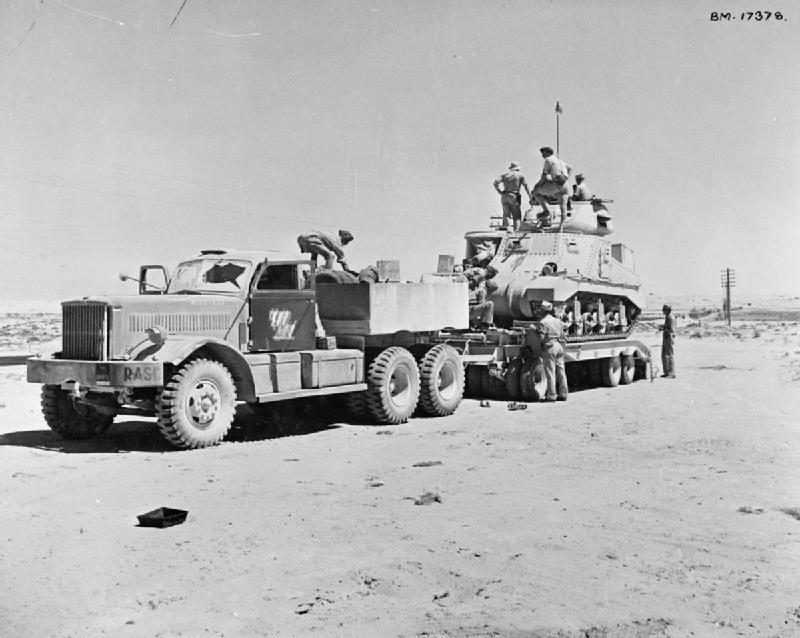
北アフリカ戦線で、M3グラント中戦車を積載するイギリス軍のM19（1942年）
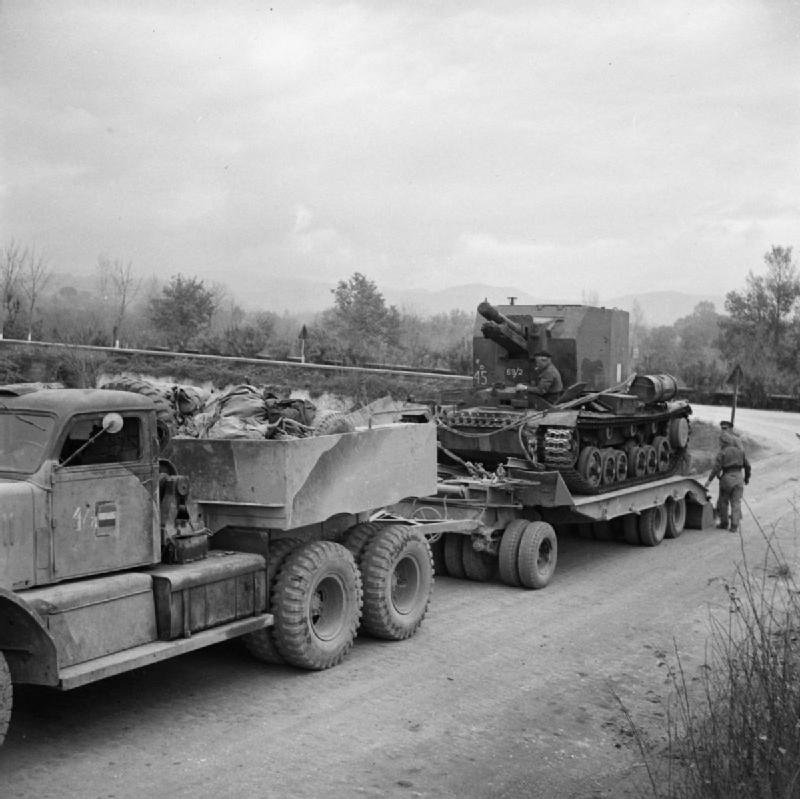
イタリア戦線で、ビショップ自走砲を積載するイギリス軍のM19（1943年）
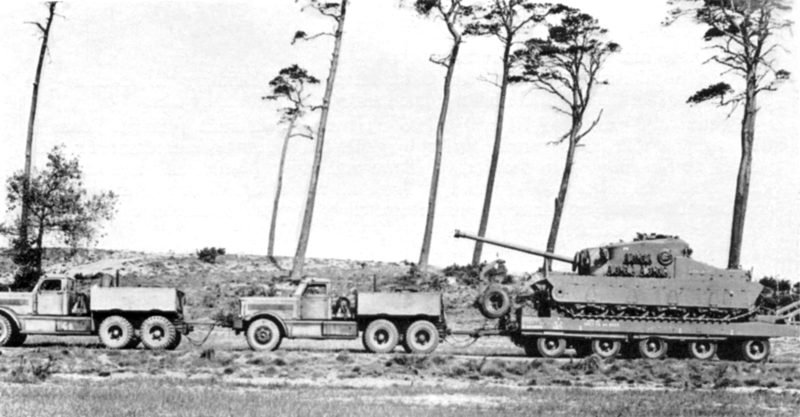
2両の重連牽引でトータス重突撃戦車を運搬する、イギリス陸軍ライン軍団所属のM20（1948年）
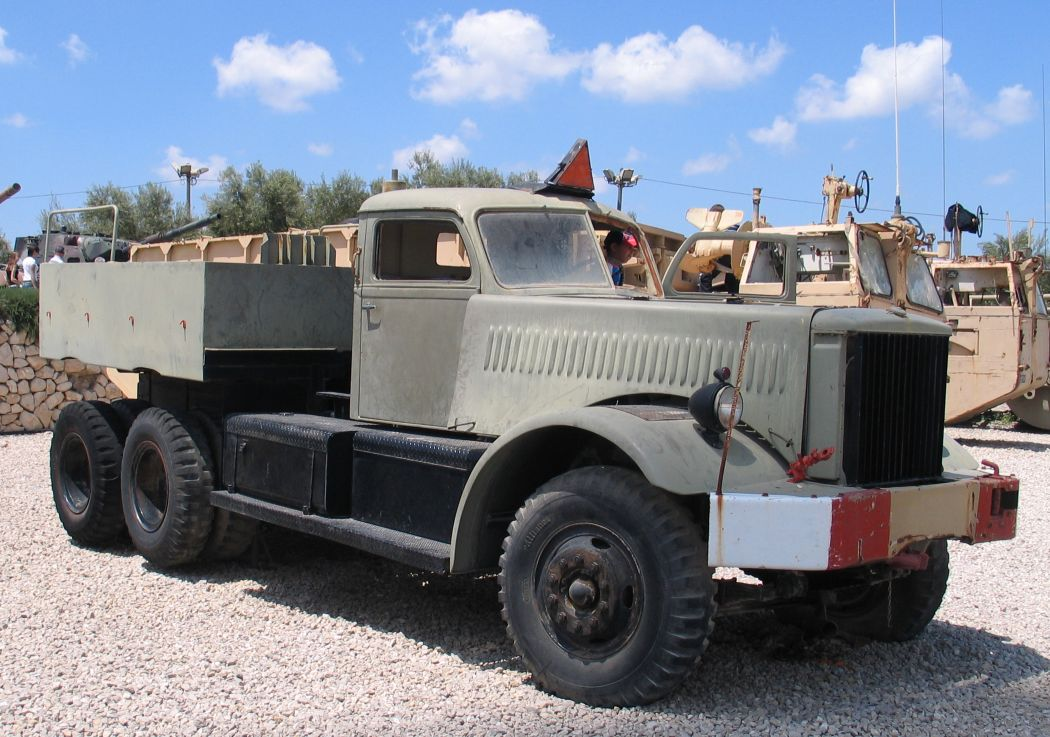
イスラエルのラトルン戦車博物館に展示されるM20トラクター。M19は大戦後、イスラエル国防軍でも使用された。
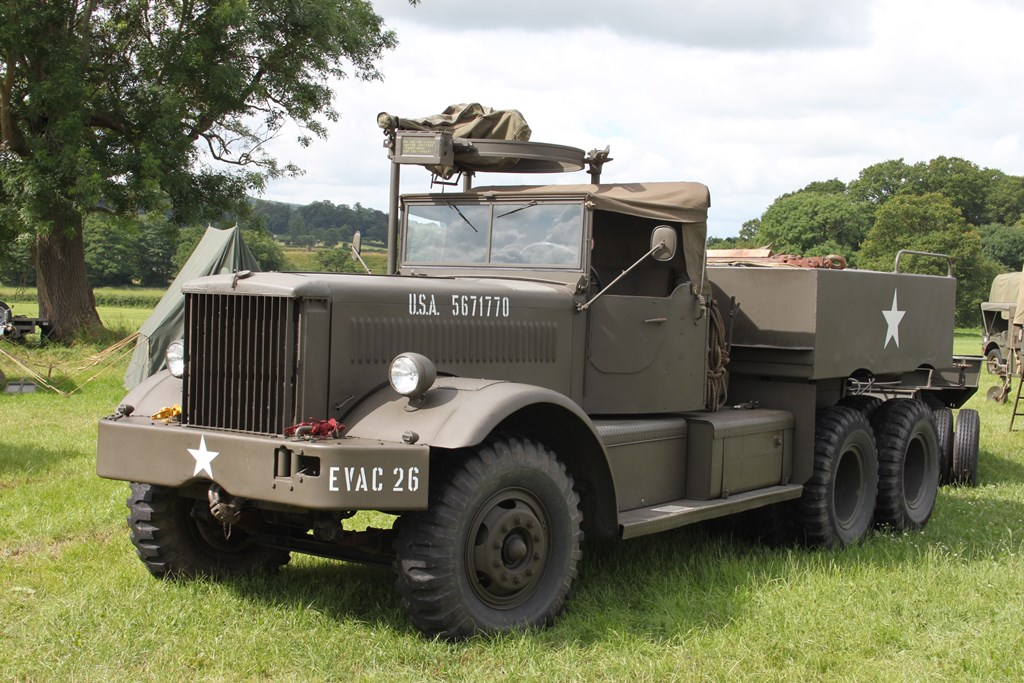
ソフトトップキャブのM20トラクター。M36機銃リングマウントを装備。